# Sowiecka Formuła 3 Sezon 1972
Sezon 1972 Sowieckiej Formuły 3 – trzynasty sezon Sowieckiej Formuły 3, składający się z trzech eliminacji (Barawaja, Bikernieki i Pirita-Kose-Kloostrimetsa). Mistrzem został Enn Griffel, ścigający się Estonią 9M.

## Kalendarz wyścigów
| Runda | Data        | Tor     | Pole position | Najszybsze okrążenie | Zwycięzca (kierowcy) |
| ----- | ----------- | ------- | ------------- | -------------------- | -------------------- |
| 1     | 4 czerwca   | Mińsk   | ?             | ?                    | Enn Griffel          |
| 2     | 15 sierpnia | Ryga    | ?             | ?                    | Enn Griffel          |
| 3     | 27 sierpnia | Tallinn | ?             | Jukk Reintam         | Władisław Barkowski  |

## Klasyfikacja kierowców
| Legenda oznaczeń w tabelach wyników Wyświetl szablon na nowej stronie | Legenda oznaczeń w tabelach wyników Wyświetl szablon na nowej stronie                                                                     |
| Oznaczenie                                                            | Wyjaśnienie |
| --------------------------------------------------------------------- | --- |
| Złoty                                                                 | Zwycięzca lub mistrzostwo |
| Srebrny                                                               | 2. miejsce lub wicemistrzostwo |
| Brązowy                                                               | 3. miejsce lub II wicemistrzostwo |
| Zielony                                                               | Ukończył, punktował (w klasyfikacji generalnej, gdy zdobył co najmniej jeden punkt na przestrzeni sezonu, poza trzema powyższymi opcjami) |
| Niebieski                                                             | Ukończył, nie punktował (w klasyfikacji generalnej, gdy nie zdobył co najmniej jednego punktu na przestrzeni sezonu)                      |
| Czerwony                                                              | Nie zakwalifikował się (NZ) |
| Czerwony                                                              | Nie prekwalifikował się (NPK) |
| Różowy                                                                | Nie ukończył (NU) |
| Różowy                                                                | Niesklasyfikowany (NS) (w klasyfikacji generalnej, gdy nie został sklasyfikowany w żadnym wyścigu sezonu)                                 |
| Czarny                                                                | Zdyskwalifikowany (DK) |
| Czarny                                                                | Wykluczony (WYK/EX) |
| Biały                                                                 | Nie wystartował (NW) |
| Biały                                                                 | Kontuzjowany (K/INJ) |
| Biały                                                                 | Wyścig odwołany (OD/C) |
| Bez koloru                                                            | Został wycofany (WYC/WD) |
| Bez koloru                                                            | Nie przybył (NP/DNA) |
| Bez koloru                                                            | Nie brał udziału w treningach (NT/DNP) |
| Bez koloru                                                            | Nie został zgłoszony (–) |
| Pogrubienie                                                           | Start z pole position |
| Kursywa                                                               | Najszybsze okrążenie wyścigu |
| †                                                                     | Nie ukończył, ale jego rezultat został zaliczony ze względu na przejechanie więcej niż 90% dystansu wyścigu.                              |
| *                                                                     | Sezon w trakcie |
| 1/2/3                                                                 | Punktowana pozycja w sprincie kwalifikacyjnym                                                                                             |
| Lista systemów punktacji Formuły 1                                    | |

| Poz. | Kierowca             | Zespół         | MSK | RGA | TLN | Punkty |
| ---- | -------------------- | -------------- | --- | --- | --- | ------ |
| 1    | Enn Griffel          | Kalev Tallinn  | 1   | 1   | 2   | 283    |
| 2    | Jukk Reintam         | Kalev Tallinn  | 2   | 3   | 4   | 225    |
| 3    | Heido Karu           | Kalev Tallinn  | 7   | 5   | 3   | 185    |
| 4    | Giennadij Żarkow     | Trud Moskwa    | 4   | 4   | 6   | 182    |
| 5    | Władisław Barkowski  | Spartak Moskwa | 6   | NU  | 1   | 156    |
| 6    | Anatolij Alchimowicz | DOSAAF Mińsk   | 3   | NU  | 7   | 112    |
| 8    | Otomar Õunas         | Kalev Tallinn  | -   | 8   | -   | 85     |
| 13   | Walerij Brechow      | DOSAAF Tallinn | -   | -   | 5   | 50     |